# Vittaria longicoma
Vittaria longicoma är en kantbräkenväxtart som beskrevs av Christ. Vittaria longicoma ingår i släktet Vittaria och familjen Pteridaceae. Inga underarter finns listade.